# Macphersonia macrocarpa
Macphersonia macrocarpa är en kinesträdsväxtart som beskrevs av Choux. Macphersonia macrocarpa ingår i släktet Macphersonia och familjen kinesträdsväxter. Inga underarter finns listade i Catalogue of Life.